# تقي الدين النبهاني
تقي الدين النبهاني من مواليد عام 1914 في قرية إجزم في فلسطين، أسس حزب التحرير مطلع 1953، نال الشهادة العالميّة في الشريعة من جامعة الأزهر عام 1932 وعمل قاضيًا في محكمة الاستئناف في القدس، توفيّ الشيخ عام 1977 في غرة محرم 1398 هـ. عُرف بتأسيسه حزب التحرير، وهو حزبٌ سياسيٌ إسلامي.

## النشأة

### نسبه
هو الشيخ تقي الدين بن إبراهيم بن مصطفى بن إسماعيل بن يوسف بن إسماعيل بن يوسف بن إسماعيل بن محمد ناصر الدين النبهاني نسبة لقبيلة بني نبهان الطائية من عرب البادية في فلسطين التي استوطنت قرية إجزم قضاء حيفا في شمال فلسطين – أُقيمت على أراضي القرية مستعمرة صهيونية باسم كيرال مهرال عام 1948.

### الوالدين
ولد النبهاني في قرية إجزم وفي الراجح من الأقوال عام 1332 هـ - 1914. كان والده الشيخ إبراهيم شيخاً فقيهاً يعمل مدرساً للعلوم الشرعية في وزارة المعارف الفلسطينية، كما كانت والدته على إلمام كبير بالأمور الشرعية التي اكتسبتها عن والدها الشيخ يوسف، أديب وشاعر صوفي من القضاة البارزين. حفظ الشيخ تقي الدين القرآن صغيراً وعمره 13 عاماً.

### الدراسة
التحق النبهاني بالثانوية الأزهرية عام 1928 واجتازها في العام نفسه بتفوق فنال شهادة الغرباء، والتحق إثرها بكلية دار العلوم التي كانت آنذاك تتبع الأزهر، وإلى جانب ذلك كان يحضر حلقات علمية في الأزهر الشريف على شيوخ أرشده إليهم جده من مثل الشيخ محمد الخضر حسين — حيث كان نظام الدراسة القديم في الأزهر يسمح بذلك.
الشهادات التي يحملها الشيخ النبهاني هي: الثانوية الأزهرية، شهادة الغرباء من الأزهر، دبلوم في اللغة العربية وآدابها من كلية دار العلوم في القاهرة، إجازة في القضاء من المعهد العالي للقضاء الشرعي التابع للأزهر، الشهادة العالمية في الشريعة من الأزهر عام 1932 – وهي أعلى شهادة تعطيها جامعة الأزهر لطلابها -.

## العمل
عمل النبهاني في سلك التعليم الشرعي في وزارة المعارف حتى سنة 1938 حيث انتقل لمزاولة القضاء الشرعي، فتدرج في ذلك حيث ابتدأ بوظيفة باش كاتب محكمة حيفا المركزية ثم مُشاور (مساعد قاضي) ثم قاضي محكمة الرملة حتى عام 1948، حيث خرج للشام إثر سقوط فلسطين بيد اليهود. ثم عاد في السنة نفسها ليُعيّن قاضياً لمحكمة القدس الشرعية، بعدها عُيّن قاضياً بمحكمة الاستئناف الشرعية حتى سنة 1950 حيث استقال وانتقل لإلقاء محاضرات على طلبة المرحلة الثانوية بالكلية العلمية الإسلامية في عمان حتى سنة 1952. بعد ذلك تفرّغ لحزب التحرير الذي أنشأه مطلع 1953.

## مؤلفاته
1. الشخصية الإسلامية (الجزء الأول، الجزء الثاني، الجزء الثالث - أصول الفقه).
2. نظام الإسلام.
3. التكتل الحزبي.
4. مفاهيم حزب التحرير.
5. النظام الاقتصادي في الإسلام.
6. النظام الاجتماعي في الإسلام.
7. نظام الحكم في الإسلام.
8. الدستور (مشروع دستور لدولة الخلافة التي يسعى إليها حزب التحرير).
9. مقدمة الدستور.
10. الدولة الإسلامية.
11. مفاهيم سياسية لحزب التحرير.
12. نظرات سياسية.
13. نداء حار.
14. الخلافة.
15. التفكير.
16. سرعة البديهة.
17. نقطة الانطلاق.
18. دخول المجتمع.
19. تسلح مصر.
20. الاتفاقيات الثنائية المصرية السورية واليمنية.
21. حل قضية فلسطين على الطريقة الأميركية والإنكليزية.
22. نظرية الفراغ السياسي حول مشروع أيزنهاور.

- بالإضافة إلى آلاف النشرات الفكرية، والسياسية، والاقتصادية. كما أصدر عدداً من الكتب بأسماء أعضاء في الحزب ليتسنّى له نشرها، بعد أن صدر حظر قانوني لتداول كتبه ونشرها، ومن هذه الكتب:

1. السياسة الاقتصادية المثلى.
2. نقض الاشتراكية الماركسية.
3. كيف هدمت الخلافة.
4. أحكام البينات.
5. نظام العقوبات.
6. أحكام الصلاة.
7. الفكر الإسلامي.

- وكان قد أصدر قبل تأسيس حزب التحرير:

1. إنقاذ فلسطين.
2. رسالة العرب.